# 로이드 스트리트 그라운즈
로이드 스트리트 그라운즈(Lloyd Street Grounds)은 미국 위스콘신주 밀워키에 위치한 야구장이다. 과거 MLB 밀워키 브루어스의 홈구장으로 사용했다.